# Comuna de Zapolice
Zapolice (polaco: Gmina Zapolice) é uma gminy (comuna) na Polónia, na voivodia de Lodz e no condado de Zduńskowolski. A sede do condado é a cidade de Zapolice.
De acordo com os censos de 2004, a comuna tem 4688 habitantes, com uma densidade 57,8 hab/km².

## Área
Estende-se por uma área de 81,11 km², incluindo:
- área agrícola: 77%
- área florestal: 14%

## Demografia
Dados de 30 de Junho 2004:
|                      | Total   | Total | Mulheres | Mulheres | Homens  | Homens |
| -------------------- | ------- | ----- | -------- | -------- | ------- | ------ |
|                      | pessoas | %     | pessoas  | %        | pessoas | %      |
| População            | 4688    | 100   | 2256     | 48,1     | 2432    | 51,9   |
| Densidade (pop./km²) | 57,8    | 100   | 27,8     | 27,8     | 30      | 30     |

De acordo com dados de 2002, o rendimento médio per capita ascendia a 1229,9 zł.

## Comunas vizinhas
- Burzenin, Sędziejowice, Sieradz, Widawa, Zduńska Wola, Zduńska Wola